# Szibériai tigris

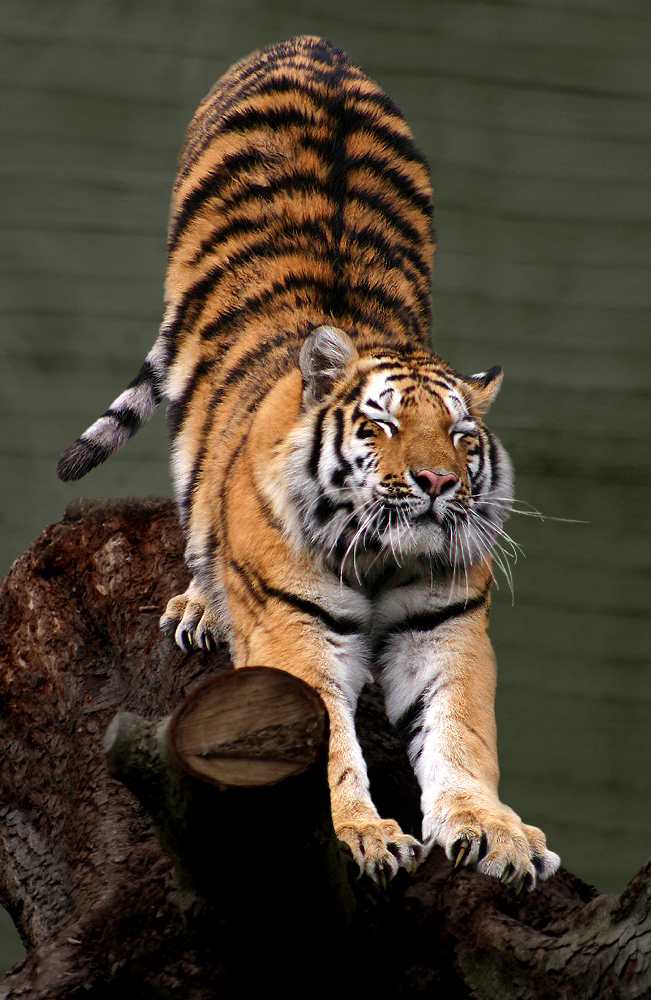
Az aalborgi állatkertben (Dánia)

A szibériai tigris (Panthera tigris altaica) a ragadozók (Carnivora) rendjébe és a macskafélék (Felidae) családjába tartozó tigris (Panthera tigris) egy alfaja.

## Megjelenése
A legnagyobb méretű tigrisalfaj – nagymacska. Testhossza (farokkal együtt) 2,7–3,3 méter hímeknél és 2,35–2,75 méter nőstényeknél, tömege 114,9–306 kilogramm (átlagosan 176,4–190 kilogramm) hímeknél és 72,5–167 kilogramm (átlagosan 117,9–137,5 kilogramm) nőstényeknél. A legnagyobb ismert vadon élt hím szibériai tigris 306,5 kilogramm tömegű volt. A 20. században a szibériai tigrisek átlagos tömege nagyobb volt, mint a bengáli tigriseké, mára azonban ez az emberi tevékenység következtében megfordult. Világosabb sárga, és vastagabb a bundája, mint a trópusi alfajoknak.

## Elterjedése
Az 1200-as évek elején gyakori állat volt Kína északkeleti részén, Koreában, Mongólia északkeleti részén és Délkelet-Szibériában.
Jelenleg csak egy igen kicsi populációja él vadon Szibéria távol-keleti területein, az Amur vidékén és Usszuri-földön valamint Északkelet-Kínában.
Azon a területen él, ahonnan a feltételezések szerint az összes tigris származik.
Valószínűleg még él néhány példány a koreai-félszigeten, amiket még nem sikerült lencsevégre kapni.

## Életmódja
Éjszaka vadászik, főleg nagy testű növényevőkre, szarvasra, vaddisznóra, de esetenként még a medvét is elejti. Körülbelül 5 naponta ejt el egy nagyobb vadat, amelyből 50 kilónyi húst is fel tud falni egyszerre. A tetemhez később is visszajár. Az emberre is veszélyt jelent, volt rá példa, hogy az ott kiránduló csoportokra támadott rá, történt már halálos szibériai tigris-támadás.
Magányosan él a territóriumán belül. Általában kitér a másik tigris elől, ritka az ellenségeskedés.

## Szaporodása
A kölykeit nevelő anya messze elkerüli a hímeket, mert azok megölhetik a kicsinyeket. Bár több kölyke is születik, többnyire csak 2 marad életben, egy hím és egy nőstény, feltehetően a versengés miatt, amely főleg az azonos nemű testvérek között kiélezett. Ők egy ideig az anyjuktól való elválás után is együtt maradhatnak. 100-105 napos vemhesség után 1-7 kölyök születik.

## Természetvédelmi helyzete
A faj egyedszámának mélypontja az 1930-as években volt, akkor alig több mint 50 egyede élhetett vadon. A védelemnek köszönhetően száma lassan nőni kezdett, az 1980-as évekre elérte a 200-at és az 1996-os állománybecslésnél az orosz populációt, amely a legerősebb, 430 egyedre becsülték. Vadon mindössze 400-500 egyede él, és a szigorú védelem ellenére az orvvadászat még most is veszélyezteti a létét. Az állatkertekben jóval gyakoribb, ugyanis köszönhetően a trópusi tigriseknél olcsóbb tartásának (nincs melegház-igénye), az állatkertek többnyire ezt az alfajt választották.
Magyarországon is a leggyakoribb állatkerti tigrisalfaj. A Fővárosi Állat- és Növénykert, a Nyíregyházi Állatpark, a Debreceni Állatkert, a Veszprémi Állatkert, a Szegedi Vadaspark, a Kecskeméti Állatkert, a Miskolci Állatkert, a Gyöngyösi Állatkert és a Magán Zoo tulajdonában vannak szibériai tigrisek.